# Elmar Brandt
Elmar Brandt (ur. 20 września 1971 w Düsseldorfie) – niemiecki artysta zajmujący się głównie imitacją głosów polityków.
W latach 1999–2005 prowadził gromadzącą 8 do 10 mln słuchaczy audycję radiową Die Gerd-Show, w którym komentował w zabawny sposób aktualne wydarzenia w Niemczech, posługując się przede wszystkim głosem Gerharda Schrödera. Naśladował także głosy Edmunda Stoibera, Reinera Calmunda i Joschki Fischera.